# Università Mendel di Brno
L'Università Mendel di Brno è un istituto di istruzione universitario ceco con sede a Brno.
Fondata il 24 luglio 1919 su ispirazione dell'ex Accademia di Tábor, nel 1994 è stata dedicata al botanico Gregor Mendel.
L'università è costituita dale facoltà di scienze agrarie, silvicoltura, economia e commercio, orticoltura e studi internazionali.
Nel giugno 2021 è stata inserita per la prima volta nella top 1000 della classifica QS World University Rankings, posizionandosi al 701º-750º posto.